# 업로드
업로드(영어: Upload, 문화어: 올리적재)는 네트워크 수단을 통해 한 컴퓨터 시스템으로부터 다른 시스템으로 데이터를 전송하는 것이다. 연결된 컴퓨터 사이에 존재하는 데이터 (파일 등)를 하류 노드에서 상류 노드로 전송하는 것을 말한다. 반대어로 다운로드가 있다. 원래 로드 (load)란 단어 자체에 데이터 전송의 의미가 있으며, 그에 부수하여 이 단어가 파생 사용되고 있다. 로컬 전송이나 복사의 경우 (이를테면 "디지털 카메라에서 컴퓨터로 모든 사진을 업로드한다." 또는 "편집한 사진들을 CD로 다운로드한다."), 다운로드와 업로드를 구분하지 않고 똑같이 사용할 수도 있다.

## 개요
이 개념은 PC통신이 사용되기 시작한 1970년대 후반~1980년대(일본에서는 1980년대 중반)부터 사용되기 시작했다.당시의 컴퓨터 네트워크는 '호스트 컴퓨터→단말기'라는 관계가 명확했기 때문에 '상류→하류' 내지 '상류→하류'의 범주에서 다루어졌다.
그러나 인터넷으로도 되면 중계가 여러 개 들어가기 때문에 이 관계는 다소 모호해져 P2P 통신으로 대표되는 본래는 양방향 통신에 있어도 일방적으로 큰 데이터량을 상대측에 보내는 상태를 가리켜 업로드라고 부르는 경향도 보인다.
본래는 통신상에서 「서버 측에 단말측으로부터 우선 수신 요구를 실시하고, 그 서버에서 온 송신 청구에 따라 단말측으로부터 데이터를 송신한다」라고 하는 형태를 취하지만, 수신 요구나 송신 청구는 유저에게 의식되지 않기 때문에, 단지 정보(데이터)를 자신의 PC나 단말기로부터 송신하는 행위를 가리켜 업로드라고 부르는 경향도 보인다.
원래는 전자게시판에 쓰거나 전자메일을 송신하는 행위도 이들 서비스를 제공하는 서버에의 업로드이지만, 오늘날에는 데이터의 집합인 파일을 송신하는 행위를 업로드·수신하는 행위를 다운로드라고 부르며, 이는 앞서 든 P2P 통신에서도 같은 경향도 보인다.
이들 업로드에서는 특히 서버에 파일 등의 데이터를 송신, 이를 일반 불특정 다수가 접근 가능한 상태로 두는 것도 가능하다.

## 원격 업로드
로컬 시스템의 제어 하에 한 원격 시스템에서 다른 원격 시스템으로 데이터를 전송하는 것을 원격 업로드 또는 사이트 간 전송을 이용한다. 이것은 로컬 컴퓨터가 원격 시스템에 느리게 연결되지만 이러한 시스템이 원격 시스템 간에 빠르게 연결될 때 사용된다. 원격 업로드 기능이 없으면 먼저 로컬 시스템에 데이터를 다운로드한 다음 원격 서버에 업로드해야 가능하다. 두 번 모두 느린 연결을 통해 데이터를 업로드해야 한다. 원격 업로딩은 일부 온라인 파일 호스팅 서비스에서 사용된다. 또 다른 예는 FTP 클라이언트에서 찾을 수 있는데, 고속 연결을 가진 두 대의 FTP 서버에 파일을 교환하도록 지시하기 위해 FXP(File eXchange Protocol)를 지원하는 경우가 많다. 웹 기반 예로는 Dropbox와 같은 사용자의 클라우드 저장소에서 웹 사이트로 파일을 직접 전송할 수 있는 Uppy 파일 업로더가 있다

## 전자게시판에 글 업로드
또한 전자게시판은 자신이 쓴 내용을 업로드함으로써 즉시 제3자의 열람이 가능한 상태로 만들 수 있는데, 이와 관련된 문제도 많이 발생하고 있다.
폭력행위나 협박 비방 등의 형태로 거론된 사례를 들 것도 없고 이용자 사이에서는 익명이라고 무절조하게 업로드하는 행위도 문제다. 사건성과 관련해서는 2ch항 참조.또 인터넷 슬랭으로서 업로드는 종종 「우p」라고 불린다.

## 문제가 되는 업로드
업로드함으로써 누구나 인터넷을 통해 정보를 제3자에게 공개·제공할 수 있지만, 그 송신 컨텐츠의 저작권이나 이것에 부수되는 송신 가능화권을 가지지 않는 것으로, 타인이 저작권 등을 소유하는 것을 무단으로 업로드 및 일반에 공개하는 행위는 일반적으로 저작권 침해(송신 가능화권의 침해)가 된다.
저작권 침해 이외에도 업로드 파일 내용에 따라 불법행위가 될 수 있으며 경찰의 P2P 감시시스템을 이용한 사이버 순찰이나 일제 검거로 검거되는 일이 끊이지 않고 있다。. 실제로 일본에서 2013년에 파일공유 소프트웨어 관련으로 검거된 자의 내역은 저작권 관련이 66%, 음란물 진열이 19%, 아동 포르노 금지법 위반이 15%이다.
특히 일본에서는 1990년대 후반에 와레즈(부정복제 소프트웨어) 문제와 관련되어 서버상에 일반 불특정 다수로부터 접속 가능한 상태로 시판되고 있던 어플리케이션 소프트웨어의 카피를 업로드한 사람이 체포·유죄가 되고 있다.
또 저작권법에 있어서의 비친고죄화에 관해서, 「TPP 관련 법안 국회 심의」에 근거하는 동법의 개정안이 가결 성립해, 비친고죄화 규정이, TPP 11 협정 발효일인 2018년 12월 30일부터 시행하기로 결정했다。.

## 다운로드측의 책임
일본에서는 2010년 1월 1일에 시행된 저작권법의 개정에 의해 위법이라고 알면서도 저작물 또는 시연 등을 다운로드하는 것 자체가 위법(저작권 침해)이 되었다.게다가 2012년 10월 1일에는 개정 저작권법에 의해 일반적으로 시판되고 있는 상용 저작물 또는 시연 등(유상 저작물 등)인 음성 및 영상에 관해서 위법 컨텐츠라고 알면서도 다운로드 하는 행위에 형사 처벌이 부과되게 되었다. 한국에서는 웹하드상에서 저작물 다운로드가 불법은 맞지만 소장만 할시에는 현시점에서 처벌 대상은 아니다. 단 다운로드를 받은 저작물 파일(작품에 따라 다름)을 웹하드에 업로드 시 처벌은 받게 된다.

## 같이 보기
- 다운로드